# سيدي احمد (الكنتور)
سيدي احمد هي إحدى مشيخات المملكة المغربية، تتبع جغرافيا لإقليم اليوسفية وإداريًا لالكنتور. يقدر عدد سكانها بـ 4068 نسمة حسب الإحصاء الرسمي للسكان والسكنى لسنة 2004.